# Шафигуллина, Амина Маликовна
Амина Маликовна Шафигуллина (в девичестве Маликова) (13 сентября 1930 - 10 июля 2020) — советская работница промышленности, Герой Социалистического Труда.

## Биография
Родилась 13 сентября 1930 года в деревне Курмашево Апастовского района Татарской АССР.
Когда Амине было 11 лет, началась Великая Отечественная война, и ей пришлось трудиться на колхозных полях и фермах, за что она была награждена медалью «За доблестный труд в Великой Отечественной войне 1941—1945 гг.».
В 1945 году она закончила семь классов сельской школы и начала работать в сельхозартели. Затем в 1955 году поехала в Казань поступила на завод «Элекон», где стала работать прессовщицей — редкой для женщин работе. Трудилась усердно, побеждала в социалистическом соревновании, одной из первых на заводе стала бороться за звание ударника коммунистического труда. Работала на заводе по 1989 год.
Занималась Амина Маликовна и общественной деятельностью — избиралась депутатом райсовета и горсовета, была членом райкома КПСС, парткома и завкома. После выхода на пенсию проживает в Казани, участвует в делах совета ветеранов предприятия. В 2010 году на заводе «Элекон» состоялось чествование героини.

## Награды
- 29 июля 1966 года А. М. Маликовой-Шафигуллиной было присвоено звание Героя Социалистического Труда с вручением ордена Ленина (за большой вклад в выполнение семилетнего плана 1959—1965 гг.).
- Также была награждена медалями, среди которых «За доблестный труд. В ознаменование 100-летия со дня рождения В. И. Ленина», и многими почетными грамотами.